# Fiddler
Fiddler — отладочный прокси-сервер, используемый для регистрации, проверки и изменения трафика HTTP и HTTPS между компьютером и веб-сервером. Первоначально Fiddler был написан Эриком Лоуренсом (англ. Eric Lawrence), когда он работал менеджером проекта в группе разработчиков Internet Explorer в Microsoft. Использование названия «Fiddler» расширилось и теперь включает дополнительные продукты и инструменты, предоставляемые Progress Telerik, включая Fiddler Classic, Fiddler Everywhere, Fiddler Core, Fiddler Cap и Fiddler Jam.

## Описание
Fiddler захватывает сетевой трафик HTTP и HTTPS и записывает его для просмотра пользователем. Ведение журнала осуществляется путём реализации перехвата (атаки посредника) с использованием самостоятельно заверенных сертификатов. Fiddler можно использовать для редактирования сетевых сеансов, устанавливая точки останова, чтобы приостановить обработку запросов и разрешить изменение запроса и/или ответа.